# بدین، پاکستان
بدین (به انگلیسی: Badin) یک ناحیه در پاکستان است که در ایالت سند واقع شده‌است. بدین ۶۱٬۳۰۲ نفر جمعیت دارد و ۱۰ متر بالاتر از سطح دریا واقع شده‌است.